# Dingle, Iloilo

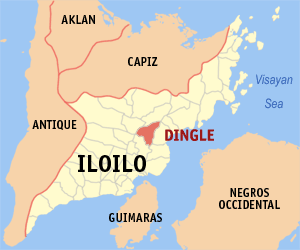
Bản đồ Iloilo với vị trí của Dingle

Dingle là một đô thị hạng 4 ở tỉnh Iloilo, Philippines. Theo điều tra dân số năm 2000 của Philipin, đô thị này có dân số 38.311 người trong 7.529 hộ.

## Các đơn vị hành chính
Dingle được chia ra 33 barangay.
| - Abangay - Agsalanan - Agtatacay - Alegria - Bongloy - Buenavista - Caguyuman - Calicuang - Camambugan - Dawis - Ginalinan Nuevo | - Ginalinan Viejo - Gutao - Ilajas - Libo-o - Licu-an - Lincud - Matangharon - Moroboro - Namatay - Nazuni - Pandan | - Poblacion - Potolan - San Jose - San Matias - Siniba-an - Tabugon - Tambunac - Tanghawan - Tiguib - Tinocuan - Tulatula-an |